# Maren (Ljusterö socken, Uppland)
Maren är en sjö på Ingmarsö i Österåkers kommun i Uppland och ingår i Norrtäljeån-Åkerströms kustområde.